# Petrus Naghel
Petrus Naghel, né au début du XIVe siècle et décédé en 1395, est un moine chartreux de Hérinnes-lez-Enghien (Belgique), dont il est le prieur de 1366 à 1369. 
Naghel traduit en moyen néerlandais plusieurs œuvres théologiques et spirituelles importantes telles que la Légende dorée, une Histoire Sainte, les Homeliae in Evangelia de Grégoire le Grand, les Collationes patrum (ou Conférences) de Cassien et d’autres. 
Il est surtout connu pour avoir traduit pour la première fois la Bible du latin (la Vulgate) en néerlandais (1360). Cette Bible est connue sous le nom de Bible de Hérinnes (ou, en néerlandais, Hernse Bijbel).